# Grup Àgata
Grup Àgata és una associació creada el 1995 que neix de la necessitat d'agrupar a Catalunya les dones afectades de càncer de mama i també els seus familiars.
Té com a finalitat que les dones es puguin ajudar mútuament per tal de superar els problemes, que van més enllà del camp estrictament mèdic, per aconseguir una plena integració en la vida quotidiana.
A més, la component del Grup Àgata Núria Nogueras va ser la precursora d'una campanya per legalitzar l'ús terapèutic del cànnabis, campanya que va continuar el grup després de la seva mort per càncer de mama.
Editen la revista Àgata.

## Premis
El 2004 va rebre la Medalla d'Honor de Barcelona i el 2005 va rebre la Creu de Sant Jordi.